# Ridgeway (Iowa)
Ridgeway es una ciudad ubicada en el condado de Winneshiek en el estado estadounidense de Iowa. En el Censo de 2010 tenía una población de 315 habitantes y una densidad poblacional de 119,35 personas por km².

## Geografía
Ridgeway se encuentra ubicada en las coordenadas 43°17′56″N 91°59′34″O / 43.29889, -91.99278. Según la Oficina del Censo de los Estados Unidos, Ridgeway tiene una superficie total de 2.64 km², de la cual 2.64 km² corresponden a tierra firme y (0%) 0 km² es agua.

## Demografía
Según el censo de 2010, había 315 personas residiendo en Ridgeway. La densidad de población era de 119,35 hab./km². De los 315 habitantes, Ridgeway estaba compuesto por el 99.68% blancos, el 0% eran afroamericanos, el 0% eran amerindios, el 0% eran asiáticos, el 0% eran isleños del Pacífico, el 0% eran de otras razas y el 0.32% pertenecían a dos o más razas. Del total de la población el 0% eran hispanos o latinos de cualquier raza.